# Amado Guevara
Amado Guevara (Tegucigalpa, 2 maggio 1976) è un ex calciatore honduregno, di ruolo centrocampista.

## Carriera

### Club
Soprannominato El Lobo, Guevara inizia la sua carriera in Honduras con Olimpia e Motagua, per poi giocare in tutto il mondo: in Spagna con il Real Valladolid, in Messico con Toros Neza e CD Zacatepec e in Costa Rica con Saprissa.

### Nazionale
Guevara esordì in nazionale con la maglia dell'Honduras nel 1994 contro il Perù. In totale Guevara fece 138 presenze e 27 gol con la maglia della sua nazionale.